# Hitlers Geheimnis. Das Doppelleben eines Diktators
Hitlers Geheimnis. Das Doppelleben eines Diktators (en alemany ‘El secret de Hitler: la doble vida d'un dictador’) és un llibre del professor i historiador alemany Lothar Machtan del 2001. Va ser llençat alhora a dotze països a l'ocasió de la Fira del Llibre de Frankfurt de 2001. La versió anglesa duu el títol The Hidden Hitler.
Tracta sobre la sexualitat d'Adolf Hitler. Machtan argumenta que Hitler era homosexual. Entre les proves, cita l'amistat, suposat de naturalesa homoeròtica, del jove Hitler amb August Kubizek quan s'estava a Viena. Hitles hi va tenir una vida errant en residències masculines. Tot i això, la majoria dels seus amants haurien sigut eliminats per no deixar testimonis d'aquests «sòrdids fets». També en va veure una prova en la seva relació i profunda admiració per l'arquitecte Albert Speer (1905-1981).

## Crítiques
El llibre no va ser ben rebut pels historiadors, que disputen la conclusió de Machtan que Hitler era homosexual. Segons el suplement de llibres del New York Times: «…el problema més gran del llibre […] no és la fiabilitat de les fonts, sinó la seva manera d'argumentar. Accepta allò que confirma la seva tesi i rebutja allò que no. Un sent, de vegades, que està llegint un informe intern de l'Federal Bureau of Investigation (FBI) de J. Edgar Hoover en lloc d'una obra d'erudició imparcial en la qual l'autor es fa guiar pels fets. Per interpretar les proves a la seva manera, Machtan utilitza rumors i insinuacions…». L'historiador Hans Mommsen va concloure: «molt soroll per no res».
No obstant això, Walter Reich, psiquiatre i antic director del Museu Memorial de l'Holocaust dels Estats Units admet que «tot i que Machtan no aconsegueix demostrar que Hitler era un homosexual actiu, sí que demostra que la seva vida, en tots dos l'àmbit personal i polític, era ple de temes i personalitats homosexuals. D'alguna manera estranya, això pot servir per humanitzar Hitler, però no serveix per explicar-lo.»